# Willy Martel
Karl Willy Martel (* 9. Oktober 1907 in Köln; † 31. Januar 1985) war ein deutscher Jurist und Richter am Bundesarbeitsgericht.

## Leben und Wirken
Martel trat 1933 der NSDAP bei und wurde 1942 Richter am Sondergericht Mannheim, wo er als Berichterstatter bei neun Todesurteilen die Urteilstexte verfasste. Nach dem Zweiten Weltkrieg arbeitete er von 1949 bis 1952 am Arbeitsgericht Heidelberg, dann von 1952 bis 1956 am Landesarbeitsgericht Mannheim als Landesarbeitsgerichtsdirektor. Von 1956 bis 1967 war er Bundesrichter am Bundesarbeitsgericht.